# Batak, Veliko Tărnovo
Batak (în bulgară Батак) este un sat în comuna Pavlikeni, regiunea Veliko Tărnovo,  Bulgaria. 

## Demografie
Componența etnică a satului Batak
     Bulgari (78,6%)
     Romi (3,37%)
     Turci (16,1%)
     Nicio identificare (1,91%)
La recensământul din 2011, populația satului Batak era de 888 locuitori. Din punct de vedere etnic, majoritatea locuitorilor (78,6%) erau bulgari, existând și minorități de turci (16,1%) și romi (3,37%). Pentru 1,91% din locuitori nu este cunoscută apartenența etnică.